# 大沼 (加須市)

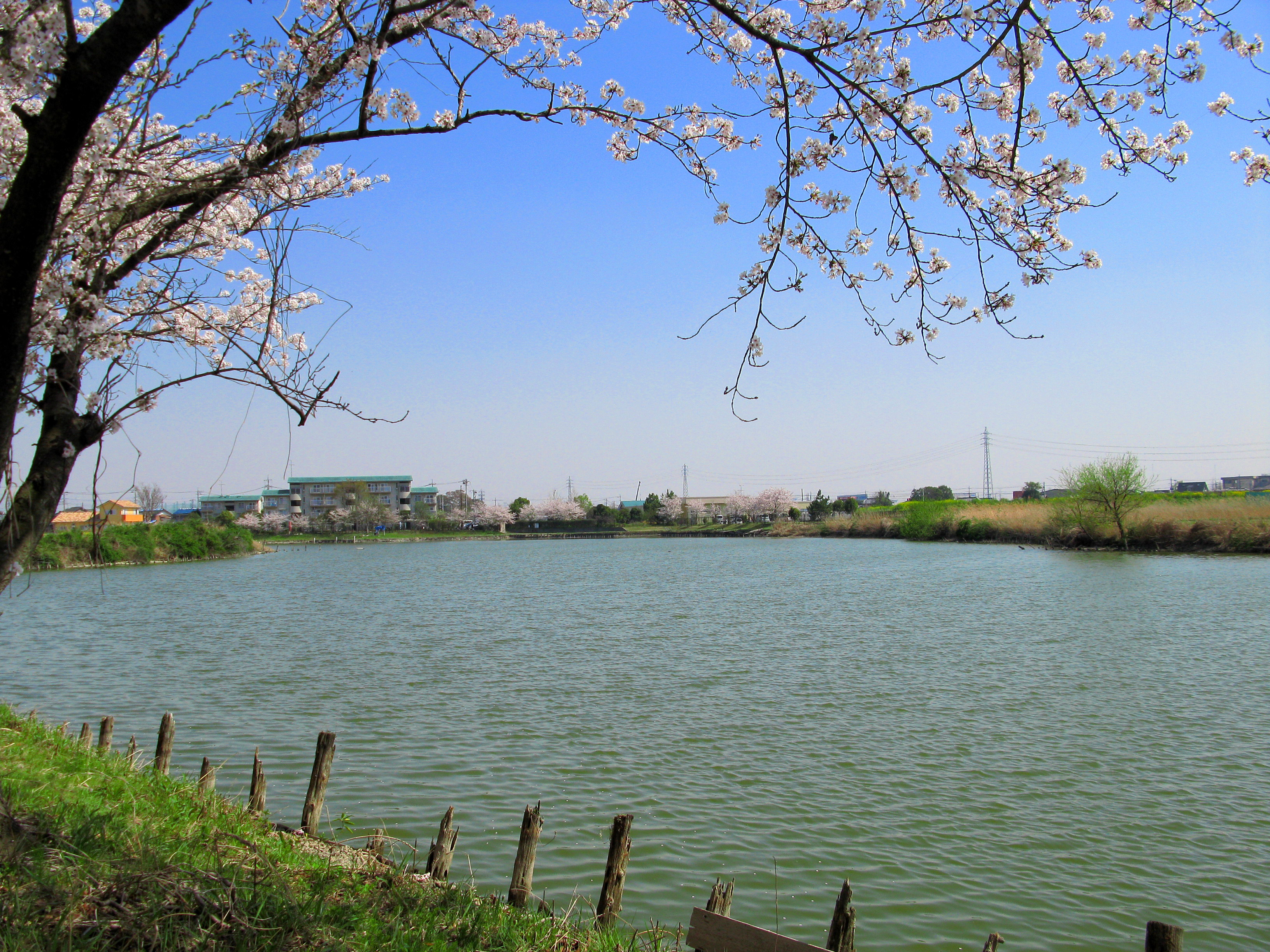
大沼（2011年4月）

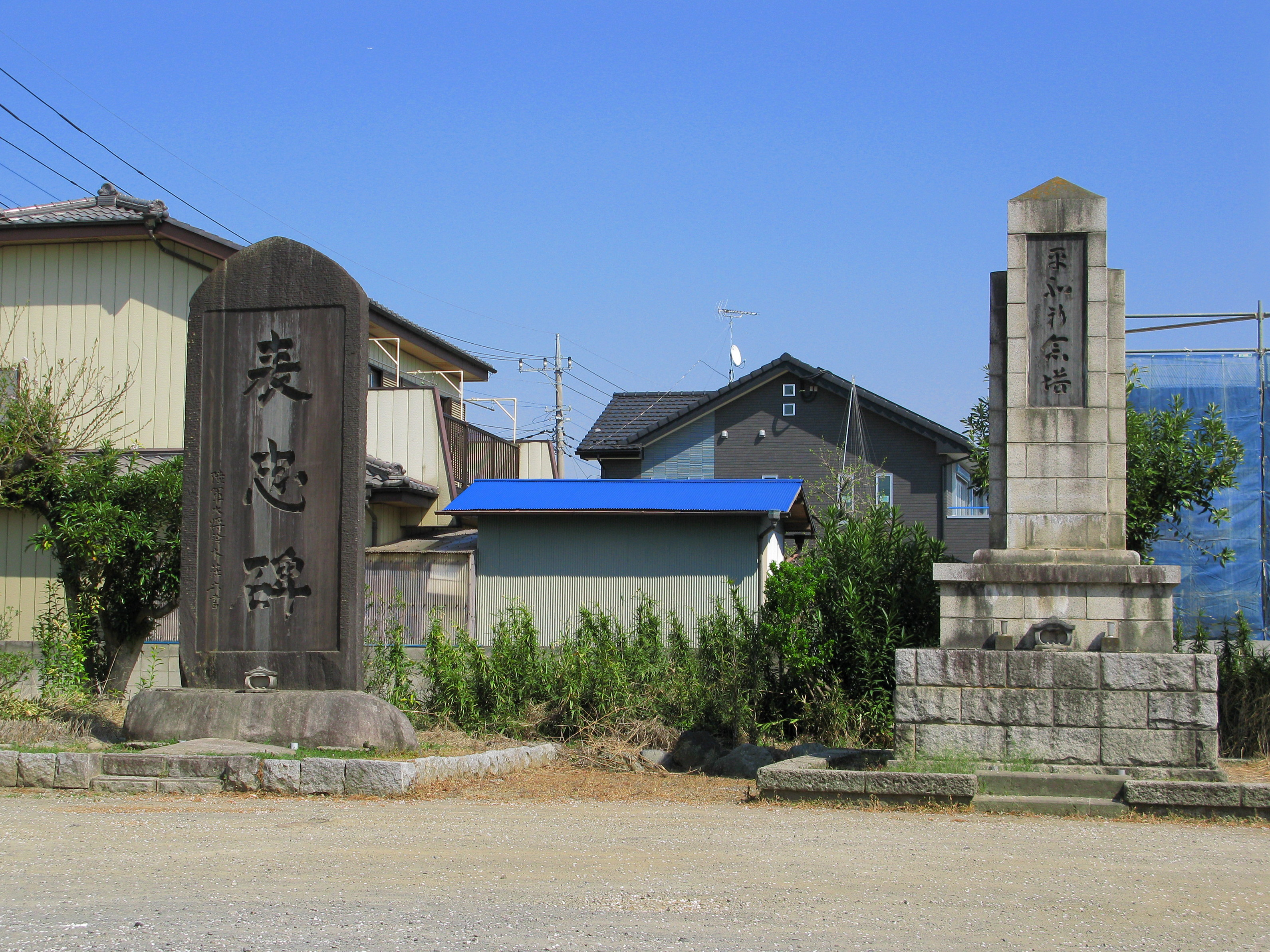
大沼に所在する表忠碑と平和祈念塔

大沼（おおぬま）は、埼玉県加須市北小浜（加須地域）に所在する沼である。

## 概要
この大沼は加須市北小浜に所在している自然沼である。このような池沼は加須市域には比較的多く残されている。北小浜という土地は後背湿地などの沼沢地であったこともあり、大沼の周囲にも幾分か掘り上げ田を造成した際の掘り潰れが現存している。なお、周辺の水田などの農地では耕地整理が特に行われていないために、いびつな形の土地区画が多い。
また、沼の周囲は水田などの農地の他、北方に三俣小学校、西方に埼玉県水産研究所、南方に葛西用水路がそれぞれ所在している。また、沼の東側からは松原落が流出している。

## 所在地
- 〒347-0011 - 埼玉県加須市北小浜